# Vakwerkmast

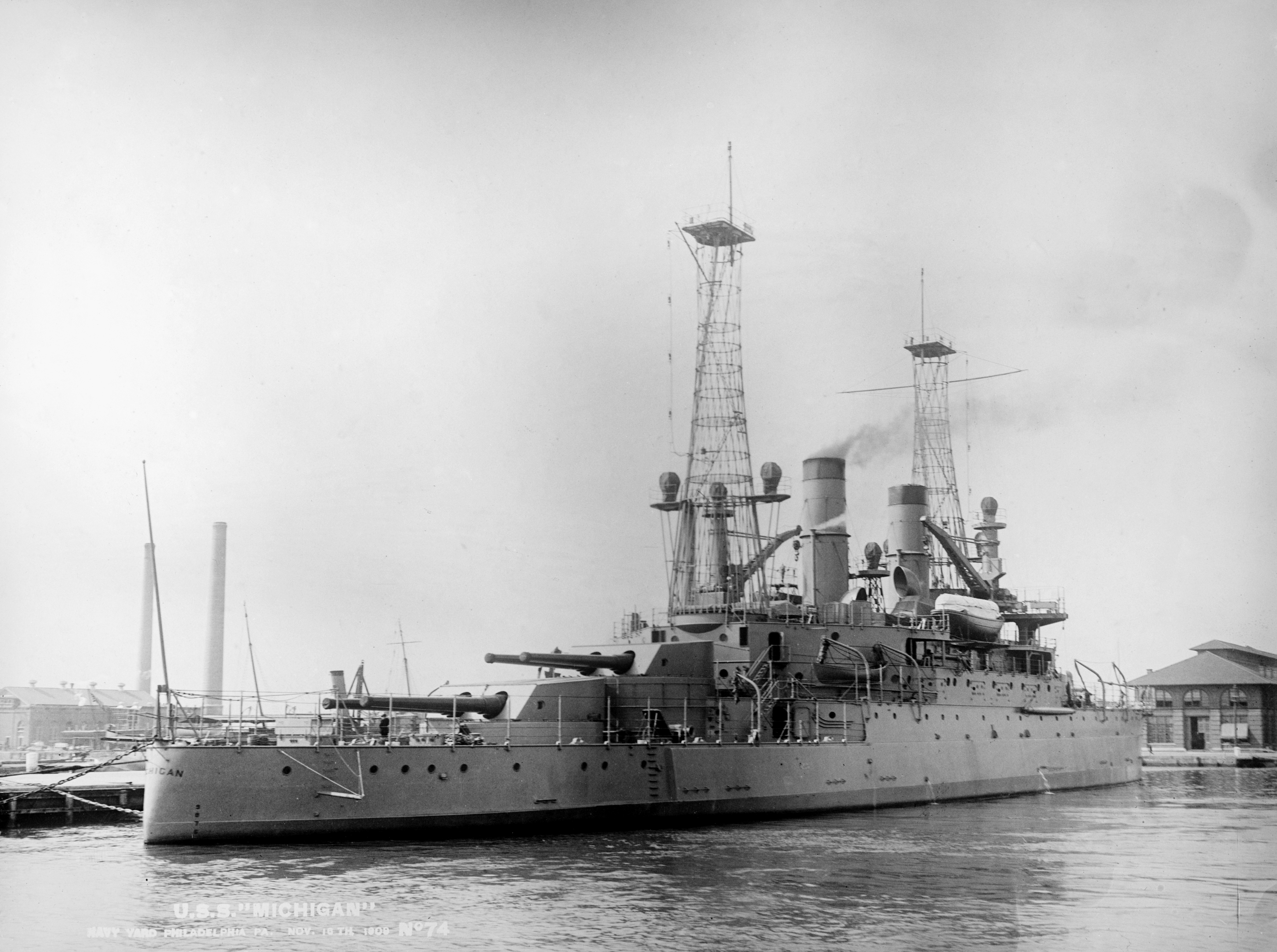
USS Michigan met twee vakwerkmasten

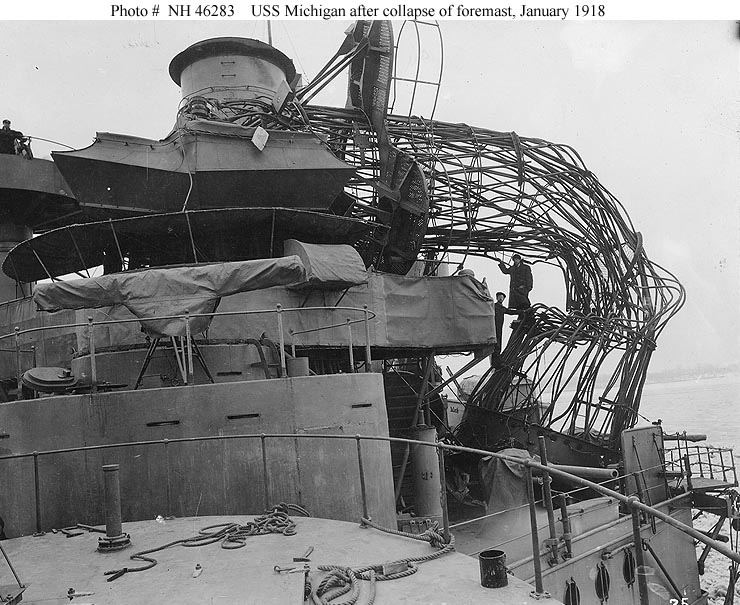
De vakwerkmast van de USS Michigan werd helemaal omgebogen tot het dek in een zware storm in 1918

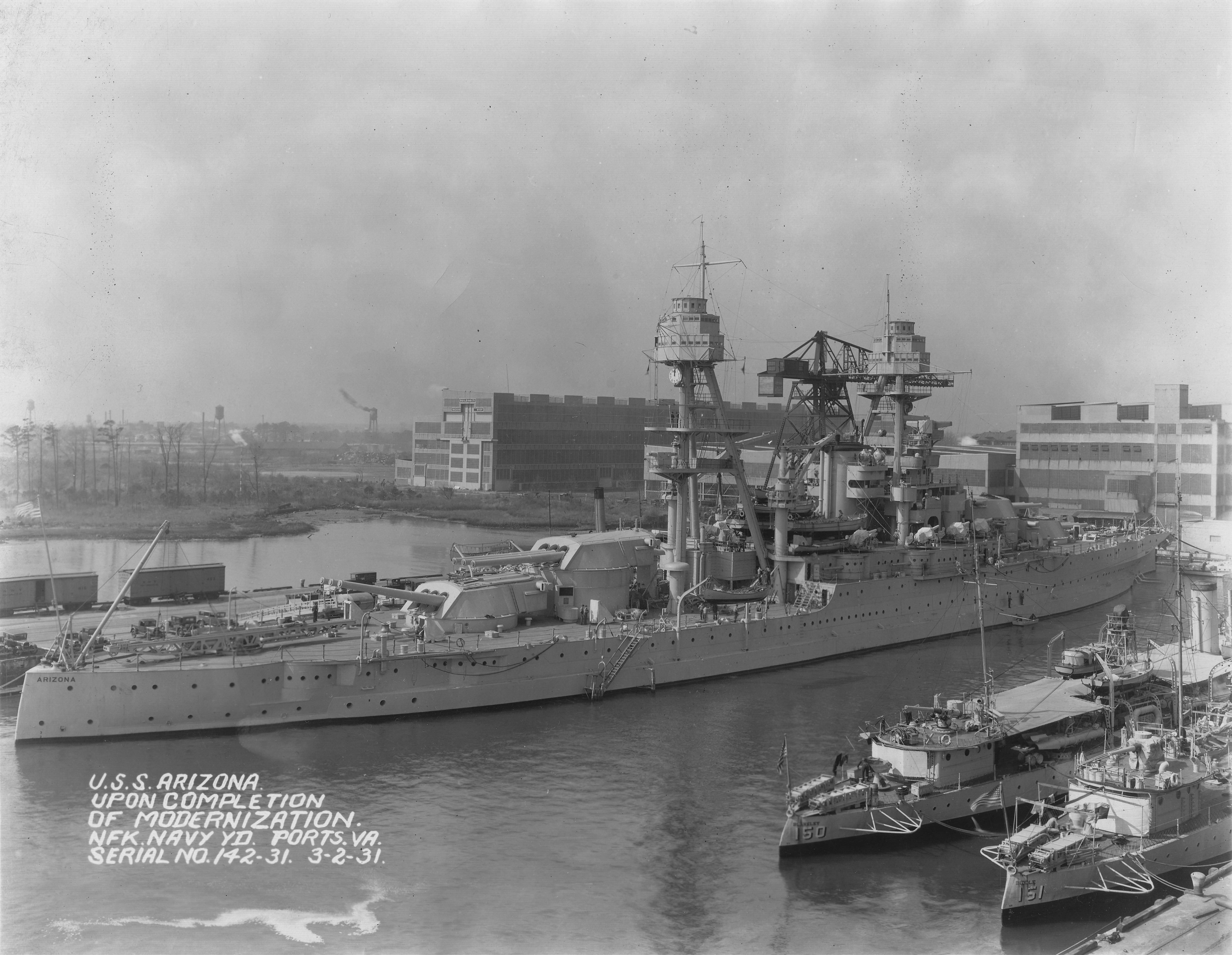
USS Arizona na 1931 met moderne driepuntmast

Een vakwerkmast of kooimast is een observatiemast die werd gebruikt op grote oorlogsschepen aan het begin van de 20e eeuw. Hij heeft een soort hyperboloïde structuur. Het gewichtsbesparende ontwerp werd voor het eerst toegepast door de Russische ingenieur Vladimir Sjoechov. De masten zijn voor gebruik op schepen vooral bekend van de Amerikaanse dreadnought slagschepen en gepantserde kruisers die in de Eerste Wereldoorlog werden ingezet.
Op gezeilde oorlogsschepen werden masten gebruikt voor de zeilen en als uitkijkpost. Met de komst van de motor aangedreven schepen behielden masten de functie van observatiepost, onder andere om te beoordelen of afgeschoten granaten het doel bereikten.
Een vakwerkmast op een oorlogsschip was een constructie van staal met een open roosterstructuur. Dit maakte de mast minder kwetsbaar voor vijandig vuur en ook werd de schok veroorzaakt door het afvuren van de eigen zware wapens verminderd. Dit laatste was van belang omdat gevoelige apparatuur als afstandsmeters boven in de mast stond opgesteld. De masten bleken kwetsbaar tijdens tyfoons en orkanen. De mast van de USS Michigan werd in 1918 tot op het dek omgebogen tijdens zo'n storm. Daarnaast nam het kaliber en schietbereik van de wapens toe waardoor de afstandsmeters ook groter en zwaarder werden. De constructies werden gesloopt en vervangen door meer rigide driepuntsmasten.
Vakwerkmasten komen ook op land voor, onder andere als zendmast en als draagconstructie van een hoogspanningsleiding.